# Западна Јерменија
Западна Јерменија (јерм. Արևմտյան Հայաստան) је термин који се користи за опис источних дијелова Турске (раније Османског царства) који су били дио историјске јерменске домовине. Западна Јерменија, позната и као Византијска Јерменија, настала је након подјеле Велике Јерменије између Византијског царства (Западна Јерменија) и Сасаниндског царства (Источна Јерменија) 387. године.
Област су Османлије освојиле током 16. вијека након рата против Сафавидског царства од 1532. до 1555. Османска власт у овој области постоје стална након рата са Сафавидским царством од 1623. до 1639. године. Област постоје позната као Турска Јерменија или Османска Јерменија. Током 19. вијека, Руска Империја је заузела цијалу Источну Јерменију, али и неке дијелове Западне Јерменије, као што је Карс. На бројност јерменског становништва у овој области значајно је утицао масовни масакр над Јерменима током деведесетих година 19. вијека.
Јермени који су опстали на земљи својих предака истребљени су или депортовани током геноцида над Јерменима 1915. године. Јерменско присуство у тој области које је трајало преко двије хиљаде године је завршено, а јерменско културно насљеђе је уништено од стране турских власти.
Само асимилирани и прикривени Јермени живе у тој области и данас, док неки јерменски иредентисти имају претензију на ову области у жељи стварања Уједињене Јерменије. Најзначајнија политичка партија са оваквим ставовима је Јерменска револуционарна федерација.